# Land- und Stadtgericht Rybnik
Das Land- und Stadtgericht Rybnik war ein preußisches Land- und Stadtgericht mit Sitz in Rybnik.

## Geschichte
Mit der preußischen Städteordnung von 1808 verloren die Magistrate ihre Funktion als Eingangsgerichte und es wurden staatliche Stadtgerichte eingerichtet. Nach dem Ende der Befreiungskriege wurden die staatlichen Gerichte (Stadtgerichte und Justizämter) zu Land- und Stadtgerichten zusammengefasst. In Rybnik entstand so das Land- und Stadtgericht Rybnik. Zuständiges Oberlandesgericht war das Oberlandesgericht Ratibor.
Sein Sprengel umfasste die Stadt Rybnik mit 2294 Einwohnern (1837) und 37 Ortschaften mit 8553 Einwohnern, also zusammen 10.847 Gerichtseingesessene. In Kokoschütz wurden Gerichtstage gehalten.
Am Gericht waren ein Land- und Stadtrichter, zwei Subalterne und zwei Unterbeamte beschäftigt. Es handelte sich um ein Gericht 2. Klasse, d. h. da das Gericht weniger als drei Richter hatte, konnten diese nicht als Spruchkörper gemeinsam Beschlüsse fassen.
Das Gericht hatte seinen Sitz in einem staatlichen Gerichtsgebäude.
1849 wurden einheitlich Kreisgerichte gebildet. In Rybnik entstand so das Kreisgericht Rybnik.